# Pierre, principe di Sayd
Pierre Mehmed, principe di Sayd (nato Şehzade Murad; Karaman o Konya, prima del 1480 – Rodi, dicembre 1522), è stato un principe ottomano convertito al cristianesimo, figlio di Şehzade Cem.

## Biografia
Murad nacque a Karaman o Konya, provincie di cui suo padre era governatore, prima del 1480. Era figlio di Şehzade Cem, figlio del sultano Mehmed II, e di una concubina non identificata del suo harem.
Aveva due fratellastri, Şehzade Abdullah e Şehzade Oğuzhan, e due sorelle o sorellastre, Gevhermelik Hatun e Ayşe Hatun.  
Nel 1481 Mehmed II morì e Cem intraprese una lotta civile con il fratellastro Bayezid II per il trono, uscendone sconfitto. Cem dovette quindi riparare nell'Egitto mamelucco, insieme con la madre, Çiçek Hatun, e ai suoi figli, compreso Murad. Tuttavia, i Mamelucchi consegnarono Oğuzhan a Bayezid, che lo fece giustiziare, come aveva in precedenza già fatto con Abdullah. Cem e Murad fuggirono allora a Rodi, dove si consegnarono ai Cavalieri Ospitalieri. 
In seguito, mentre Cem vagava da una corte europea all'altra, in ostaggio, Murad rimase a Rodi. Marino Sanuto racconta che, nel 1516, un ambasciatore mamelucco chiede la restituzione di Murad, ma i Cavalieri rifiutarono. In segno di ringraziamento, Murad si convertì al cristianesimo, assumendo il nome di Pierre Mehmed. Papa Alessandro VI gli attribuì in dono il Castello di Fondo come residenza e lo creò principe di Sayd come feudo pontificio, con diritto di trasmettere il titolo ai suoi eredi maschi, legittimi e cristiani. 
Nel 1522, il nuovo sultano, Solimano I, figlio di Selim I e nipote di Bayezid II, intraprese la campagna di Rodi, che si concluse con una vittoria. Prese come prigioniero Pierre e lo giustiziò come traditore nel dicembre 1522 insieme ai due figli maggiori. La moglie, le figlie e i due figli minori ripararono in Italia.

## Famiglia
Pierre prese in moglie una donna europea, Maria Concetta Doria, ed ebbe da lei sette figli, quattro maschi e tre femmine, tutti battezzati dopo la conversione del padre.
- Due figli (ante 1500 - 1522). Strangolati insieme al padre nel dicembre 1522, per ordine di Solimano il Magnifico;
- Pietro Oshin (Roma, 1500 - Napoli, 1594), II principe di Sayd. Sposò Teresa Grimaldi, figlia di Luca Grimaldi e Pallina Spinola, da cui ebbe due figli: 
  - Gianbattista (Napoli, 1554 - 1602), III principe di Sayd e I principe di Bibinio Magno. Nel 1559 sposò Eleonora Abela, figlia di Paolo Abela e Imperia Mannara, con discendenza;
  - Cem (Napoli, 1561 - 1642), IV principe di Sayd. Sposò Matilde Ruffo, figlia naturale di Virginio Ruffo, con discendenza. Nel 1600, un anno dopo essere rimasto vedovo, si fece monaco.
- Niccolò Cem (chiamato anche Nicola; Roma, 1505 - Santi, 1536). Sposò Angela del Burgo, figlia di Giorgio del Burgo e Antonella La Barba, da cui ebbe un figlio: 
  - Gianpiero (Santi, 1521 - Santi, 1600). Nel 1559 a Zebbug sposò Marguerita Borgo (1537 - 1592), figlia di Giovanni Borgo e Eleonora Vassallo (1520 - 1566), con discendenza.
- Tre figlie il cui nome è sconosciuto.